# Comunità montana Garfagnana
La Comunità montana della Garfagnana è un organo che ha competenze nella Garfagnana, che è l'alta valle del fiume Serchio, in Provincia di Lucca. Le zone di competenza della comunità sono prevalentemente collinari e montane, l'economia della regione è prevalentemente agricola. I prodotti tipici della Garfagnana sono le castagne, il farro e i funghi.